# Stałe Przedstawicielstwo Stanów Zjednoczonych przy ONZ
Stałe Przedstawicielstwo Stanów Zjednoczonych przy Narodach Zjednoczonych (ang. U.S. Permanent Mission to the United Nations) – misja dyplomatyczna Stanów Zjednoczonych przy Organizacji Narodów Zjednoczonych z siedzibą w Nowym Jorku.
Stały przedstawiciel Stanów Zjednoczonych przy ONZ zasiada w Radzie Bezpieczeństwa Organizacji Narodów Zjednoczonych, gdzie posiada prawo weta.

## Historia
Stany Zjednoczone są członkiem pierwotnym ONZ. Podpisały i ratyfikowały Kartę NZ w 1945.